# Frying Pan Lake
Der Frying Pan Lake (auch Waimangu-Kessel) ist ein See vulkanischen Ursprungs in Neuseeland.

## Geographie
Der See liegt auf der Nordinsel Neuseelands im Waimangu Volcanic Rift Valley. Er entstand erst am 10. Juni 1886 durch den Ausbruch des Mount Tarawera. Er befindet sich zusammen mit dem ehemaligen Waimangu-Geysir in einem der damals entstandenen Krater, dem Echo-Krater etwa 10 km südwestlich vom heutigen Gipfel.
Nordöstlich des Sees befindet sich der größere Lake Rotomahana, die nächstliegende Ansiedlung ist Waimangu etwa 1 km südwestlich.
Ron Keam von der Universität Auckland führte 1976 bis 1978 eine umfassende Vermessung des Sees und engmaschige Tiefemessungen mit einem Lot durch. Dazu verwendete er zum Schutz gegen das heiße Wasser ein mit Polyurethanschaum wärmegedämmtes Holz-Dingi.
Der See ist mit einer Fläche von 3,8 ha und einem Volumen von etwa 200.000 m³ die größte Thermalquelle der Welt. Der See ist etwa 300 m lang und 200 m breit. Der Grund ist über große Strecken und im Mittel 6 m tief. Einige Teile erstrecken sich in größere Tiefe: die größte Tiefe ermittelte Keam mit 20,88 m im Ostteil des Sees, eine weitere tiefe Stelle mit bis zu 15,03 m befindet sich am Südende des Sees. 
Seine Wassertemperatur beträgt im Mittel 45 °C bis 55 °C. Der pH-Wert des Wassers beträgt 3,5 und liegt damit im sauren Bereich.

## Geschichte
Der Bereich um den See erlebte seit der Eruption, die zu seiner Entstehung führte, keine weiteren Vulkanausbrüche. In den Jahren 1915, 1917, 1924 und 1973 kam es jedoch zu Ausbrüchen von Dampf und Heißwasser. In den Jahren von 1900 bis 1904 war unmittelbar nordwestlich vom heutigen See der größte Geysir der Welt, der Waimangu-Geysir, aktiv.